# Castello di Pieve di Cadore
Il castello di Pieve di Cadore (anche noto come castello di Cadore) era un fortilizio di origini medievali situato a Pieve di Cadore, in provincia di Belluno. È uno dei due castelli raffigurati nello stemma del Cadore, insieme al Castello di Botestagno.

## Storia
È il primo luogo fortificato di cui si ha notizia in Cadore e sorgeva su un'altura posta alla confluenza del Boite nel Piave. Sembra che il sito fosse frequentato sin dall'antichità come sede di un luogo sacro pagano.
La prima importante acquisizione territoriale dei da Camino fu quella del Cadore, nel 1135, per conto del patriarca di Aquileia Pellegrino di Ortenburg. Nel 1155, anno successivo al matrimonio fra Guecellone II e Sofia di Colfosco, erede delle contee di Zumelle e di Ceneda, anche il castello venne dato loro in feudo.
Da sempre sede della Magnifica Comunità Cadorina, dopo la dedizione alla Serenissima fu residenza del capitano del reggimento del Cadore. Fu particolarmente coinvolto negli eventi e antefatti della guerra della Lega di Cambrai: occupato nell'inverno del 1508 da una colonna imperiale comandata dal tirolese Sixt von Trautson, fu riconquistato dai Veneziani e dai Cadorini, guidati da Bartolomeo d'Alviano, dopo la Battaglia di Rusecco del 2 marzo 1508 (nota anche come Battaglia di Cadore). Resistette per altri due anni a ripetuti assedi e, conquistato nei primi giorni di dicembre del 1511 dal maresciallo Regendorf agli ordini dell'imperatore Massimiliano d'Asburgo, ritornò quasi subito sotto il controllo dei Veneziani. Durante l'occupazione gli imperiali saccheggiarono e incendiarono i paesi vicini e requisirono gli Statuti cadorini.
La Battaglia di Cadore fu rappresentata dal Tiziano nella Sala del Maggior Consiglio di Palazzo Ducale, ma l'affresco andò distrutto nell'incendio del 1577.
Cessate le sue funzioni militari, specie dopo la caduta di Venezia, il castello cadde in rovina. Sui suoi resti fu costruita la batteria Castello, fortilizio risalente alla fine dell'Ottocento e mai utilizzato.

## Architettura

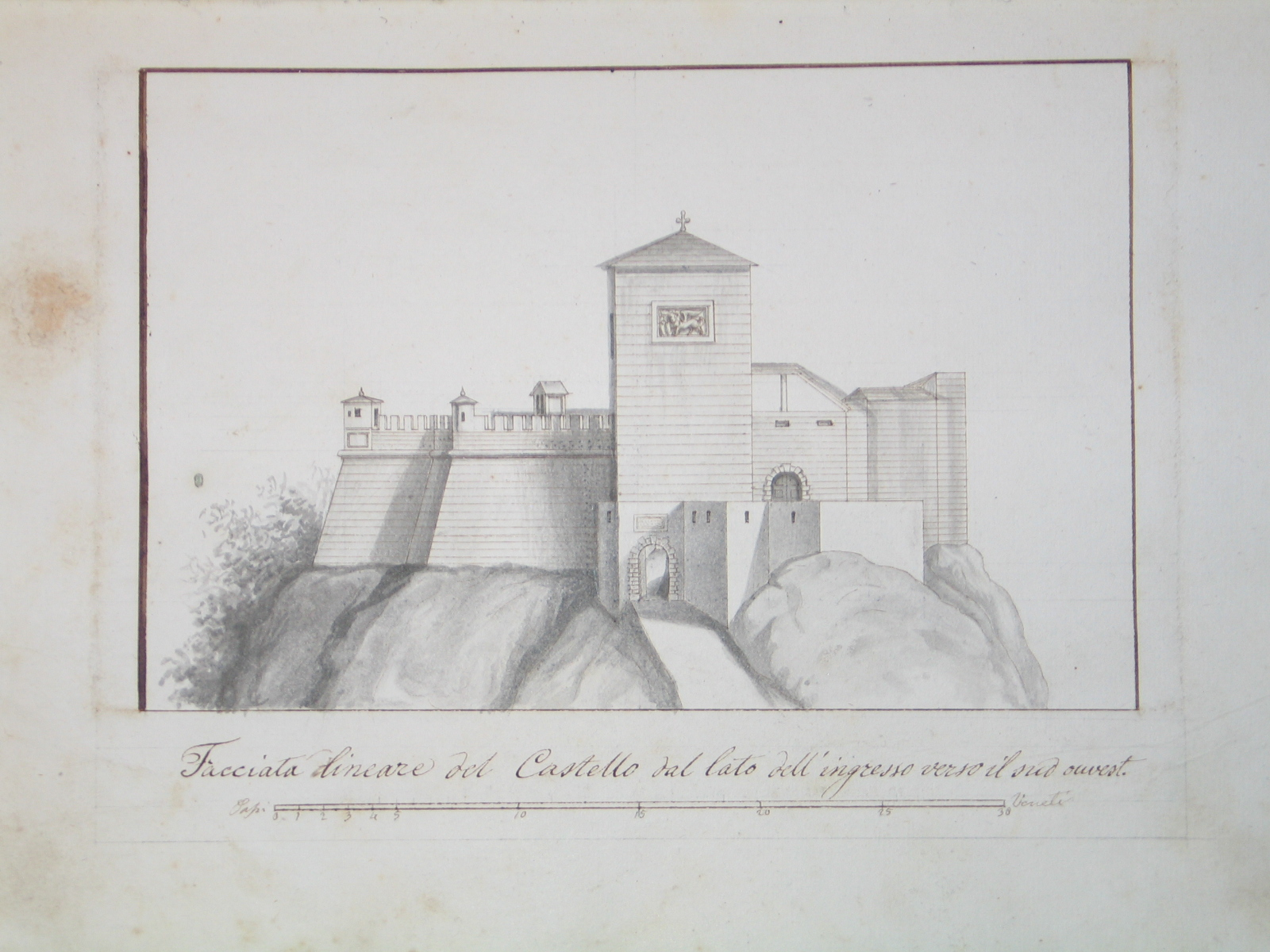
Ricostruzione del castello, tratta dal manoscritto “Il Castello di Pieve ed altre Memorie storiche del Cadore”

Secondo le vecchie raffigurazioni, il castello si articolava su due piani e le mura, di perimetro quadrangolare, davano per tre lati su un precipizio, mentre a nord-ovest si trovava l'ingresso. Al piano terra, nell'ala nord, stavano le prigioni e le cantine, mentre dalla parte opposta vi erano magazzini e armerie. Gli era inoltre annessa una cappella, i cui arredi (una statua attribuita a Mino da Pisa e due pale) sono oggi conservati nella parrocchiale di Pieve.